# 달라르나 공작 가브리엘 왕자
가브리엘 칼 발터(스웨덴어: Gabriel Carl Walther, 2017년 8월 31일 ~ )는 스웨덴 베르나도트 왕가의 왕자이자 달라르나 공작이다.
칼 16세 구스타프의 장남 베름란드 공작 칼 필립 왕자와 베름란드 공작부인 소피아 사이에서 태어난 차남이다. 현재 왕위 계승 서열은 6위이다. 